# 京都電燈デワ101形電車
京都電燈デワ101形電車（きょうとでんとうデワ101がたでんしゃ）は、1927年（昭和2年）に製造され、京都電燈が同社叡山線（現、叡山電鉄）で使用された電動貨車である。本稿では、同型車で、同社嵐山線で使用されたフモ501形についても記述する。

## 概要
1927年に叡山線（デワ101）、嵐山線（フモ501）の事業用として日本商会で製造された。名目上は新造であるが、同社嵐山線（嵐電、現、京福電気鉄道）1形を改造したものである。2軸車で全長は8.1m、運転席以外は無蓋車の形状であるが屋根は全長にわたって設けられている。のちにあおり戸が鋼製化されている。
1974年に叡山線デト1000形・嵐山線モト1000形の導入で、デワ101・フモ501の2両とも廃車となっている。

### 書籍
- 高間恒雄（編）、1998、『叡山電車形式集』、レイルロード ISBN 978-4947714077